# Suède au Concours Eurovision de la chanson 2000
La Suède est le pays hôte de ce Concours Eurovision de la chanson 2000. C'est Roger Pontare, un représentant au Concours 1994, qui représente de nouveau la Suède avec la chanson When Spirits Are Calling My Name. Cette chanson est passée en 18ème position après Goran Karan pour la Croatie et avant le groupe XXL pour la Macédoine. Il terminera ce soir-là, le 13 mai 2000, à la 7ème place sur 88 points.

## Sélection
Le diffuseur hôte SVT choisit l'artiste et la chanson pour représenter le pays hôte au Concours Eurovision de la chanson 2000 au moyen d'une finale nationale nommés le Melodifestivalen 2000.
L'émission du Melodifestivalen 2000, présentées par Björn Skifs, Arja Saijonmaa, Elisabeth Andreassen, Lasse Holm, Lena Philipsson, Loa Falkman, Lasse Berghagen, Lotta Engberg, Tommy Körberg et Carola, a eu lieu le 10 mars 2000 aux Göteborgsoperan, à Göteborg en Suède.
Dix chansons ont participé à l'émission. Le pays était divisé en 11 districts, dont les jurés ont attribué 12, 10, 8, 6, 4, 2 à 1 points. Les votes téléphoniques ont attribué 132, 110, 88, 66, 44, 22 et 11 points. Plus de 525 572 appels ont été reçus. A noter que le thème de Roger Pontare était un favori pour les jurés et le public.

## Carte postale
L'édition 2000, la carte postale débutaient par une vue des coulisses de la scène. L’on voyait le représentant croatien, Goran Karan qui sortent saluer le représentant suédois, Roger Pontare qui entre sur scène. S’ensuivait une vidéo mettant en avant la présence du pays hôte dans la vie quotidienne, dont le tournage de la carte postale alors pas lieu à Stockholm en Suède, mais aux travaux de l'Exposition Universelle de 2000 qui a eu lieu du 1er juin au 31 octobre 2000 à Hanovre en Allemagne où un livreur poste une livraison pour une poste de télévision par les ouvriers. On retrouve le drapeau du pays hôte puis le poste de télévision s'allume et les images de l'ouverture du Concours depuis la salle Globen, en Suède. A la fin, le mot "Eurovision Song Contest from Sweden" afin de souhaiter la bienvenue en Suède.